# Eichinaphis pamirica
Eichinaphis pamirica är en insektsart. Eichinaphis pamirica ingår i släktet Eichinaphis och familjen långrörsbladlöss. Inga underarter finns listade i Catalogue of Life.